# Samwieł Danijelan
Samwieł Władimirowicz Danijelan (ros. Самвел Владимирович Даниелян; ur. 4 lutego 1971 w Królewcu) – radziecki i rosyjski zapaśnik w stylu klasycznym. Reprezentował ZSRR jako junior i kadet zdobywając tytuły Mistrza Świata i Europy. W karierze seniorskiej zawodnik Rosji.
Olimpijczyk z Atlanty 1996, czwarty w kategorii 52 kg. Rozpoczynał karierę w barwach ZSRR. Od 1992 zawodnik Rosji. Mistrz Świata z 1995 roku. Czterokrotny uczestnik Mistrzostw Europy, złoto w 1999, brąz w 1993. Pierwszy w Pucharze Świata w 1991; drugi w 1992.
Mistrz Rosji w 1999, drugi w 1995, trzeci w 1998 i 2000. Brązowy medalista WNP w 1992.